# The Beginning (пісня One Ok Rock)
«The Beginning» — сьомий сингл японського рок-гурту One Ok Rock. Титульну пісню було використано як музичну тему для екранізації манґи Rurouni Kenshin. Вона отримала золоту сертифікацію від Японської асоціації звукозаписувальних компаній за продажі у обсязі 100 000 примірників. Сингл досяг другого місця в Billboard Japan Hot 100 і протримався там 45 тижнів, а також 5-го місця в чарті Oricon і пробув там 20 тижнів.

## Композиція та тексти пісень
За словами вокаліста Таки, демо-версію «The Beginning» було зроблено на фортепіано ще до виходу Zankyo Reference (п’ятий студійний альбом гурту, 2011 рік). Текст пісні був написаний у середині 2012 року після того, як гурт попросили створити пісню для нового фільму за мотивами популярної манґи Rurouni Kenshin. «The Beginning» – це емоційний трек із потужним та гучним звучанням, який розповідає про прагнення людини змінюватися на краще та ніколи не здаватися заради близьких, ризикуючи всім, щоб залишатися разом у будь-якій ситуації та умовах.
Другий трек «Ketsuraku Automation» починається з двох струнних мелодій, що відкривають пісню та додають меланхолійного настрою. Потім темп пісні збільшується, починають звучати барабанні ритми, мелодія гітари набуває важчого, повнішого тону, а бас видає швидкі джеби. «Ketsuraku Automation» означає «автоматичне зникнення» та розповідає про когось, хто заплутався і не розуміє подій у світі.
Останній трек «Notes n' Words» — це балада повністю англійською. Пісня створює романтичне відчуття з акустичним відтінком на початку, потім у середині з'являються ніжний бас, м'які барабани та легкі струнні. Вона розповідає про почуття любові, яке важко висловити прямо та вільно, про стримане кохання, яке може бути виражене лише через цю пісню.

## Музичне відео
Музичне відео на заголовну пісню, зняте режисером Maxilla, було випущене 14 серпня 2012 року.
На початку відео вокаліст Така меланхолійно співає, поки камера віддаляється, показуючи, як інші учасники грають на своїх інструментах. Потім камера фокусується на молодому чоловікові, який тримає щось схоже на діамант. Пісня різко затихає, показуючи ключові кадри фраз “Take my hand”(візьми мою руку) та “And bring me back”(і поверни мене назад). Гурт починає грати в порожній темній кімнаті, потім ненадовго показують молоду жінку, яка чекає на безлюдному пляжі, поки чоловік починає повільно йти. Усе відео записане з похмурим фільтром та яскравими короткими проблисками. Вокаліст Така пристрасно продовжує співати, ударника Томо часто показують з задньої перспективи, а камера час від часу фокусується на гітаристі Тору та басисті Рьоті. Спочатку всі учасники гурту рухаються в уповільненій зйомці, показуючи, що вони синхронні зі своїми рухами під час виконання. Зрештою, фрази “Stand up stand up”, “Wake up wake up”, “Never give up” та “Just tell me why baby” заповнюють екран, а потім залишають широку перспективу гри гурту з швидкими фокусами на Таці та безіменному молодому чоловікові, який продовжує йти, кульгаючи. Кімната, де грає гурт, стає все темнішою та туманною. Коли чоловік нарешті з'являється на пляжі, пісня досягає своєї кульмінації та найінтенсивнішої і найважчої частини, де гітара та бас стають голоснішими, починається зворотний відлік. Потім юнак віддає діамант дівчині та втрачає свідомість. Відразу після цього пісня досягає найнижчої точки, і чоловік, здається, помер; дівчина м’яко заплющує очі, плачучи, а потім йде геть, а Така тихо співає і робить цей момент ще сумнішим. Дівчина йде геть, а потім гурт починає грати останній приспів, меланхолійну мелодію, акомпановану ледь помітним ритмом фортепіано. Така співає “It finally begins”(нарешті починається), звук гітари стихає, і учасники гурту завмирають, дивлячись вниз, поки зображення зникає. Назва пісні "The Beginning" в кінці то виблискує, то зникає.

## Список треків
Сингл був випущений звичайним тиражем. Усі пісні були написані та скомпоновані Такою.

### Звичайне видання
| CD | CD                                            | CD         |
| #  | Назва                                         | Тривалість |
| -- | --------------------------------------------- | ---------- |
| 1. | «The Beginning»                               | 4:56       |
| 2. | «Ketsuraku Automation» (欠落オートメーション) | 3:45       |
| 3. | «Notes N' Words»                              | 4:50       |

## Персонал
One Ok Rock
- Такахіро “Така” Моріучі – ведучий вокал
- Тору Ямашіта – ведуча гітара, ритм-гітара
- Рьота Кохама – бас-гітара
- Томоя Канкі – ударні, перкусія

Додаткові музиканти
- Макото Мінаґава – додаткове фортепіано (трек 1)

Продюсування
- Akkin – аранжувальник
- Кенічі Арай – звукорежисер
- Такаші Каґамі – звукорежисер
- Туе Мадсен – зведення (трек 1)
- Кадзутака Мінеморі – технік бас-гітари
- Йошіро “Масуо” Арімацу – технік ударних, гітара

## Чарти

### Тижневі чарти
| Чарт (2012)                   | Пікові позиції |
| ----------------------------- | -------------- |
| Japan Hot 100 (Billboard)     | 2              |
| Japan Weekly Singles (Oricon) | 5              |

### Річні чарти
| Чарт (2012)               | Пікові позиції |
| ------------------------- | -------------- |
| Japan Hot 100 (Billboard) | 70             |

## Сертифікації
| Регіон                                                                                          | Сертифікація | Продажі  |
| ----------------------------------------------------------------------------------------------- | ------------ | -------- |
| Японія (RIAJ)                                                                                   | Золотий      | 100 000^ |
| *продажі, що базуються лише на сертифікаціях ^відвантаження, що базуються лише на сертифікаціях |              |          |

## Нагороди
| Церемонія нагородження          | Рік  | Номінант/робота | Категорія              | Результат |
| ------------------------------- | ---- | --------------- | ---------------------- | --------- |
| MTV Video Music Awards Japan    | 2013 | "The Beginning" | Best Rock Video        | Перемога  |
| MTV Video Music Awards Japan    | 2013 | "The Beginning" | Best Video from a Film | Перемога  |
| Space Shower Music Video Awards | 2013 | "The Beginning" | Best Your Choice       | Перемога  |

## Зовнішні посилання
- Офіційний веб-сайт ONE OK ROCK